# Elkader
Elkader és una població dels Estats Units a l'estat d'Iowa. Segons el cens del 2000 tenia 1.465 habitants.

## Demografia
Segons el cens del 2000, Elkader tenia 1.465 habitants, 645 habitatges, i 403 famílies. La densitat de població era de 404 habitants/km².
Dels 645 habitatges en un 23,6% hi vivien nens de menys de 18 anys, en un 53,8% hi vivien parelles casades, en un 6,5% dones solteres, i en un 37,4% no eren unitats familiars. En el 35% dels habitatges hi vivien persones soles el 20,9% de les quals corresponia a persones de 65 anys o més que vivien soles. El nombre mitjà de persones vivint en cada habitatge era de 2,16 i el nombre mitjà de persones que vivien en cada família era de 2,77.
Per edats la població es repartia de la següent manera: un 20,6% tenia menys de 18 anys, un 5,1% entre 18 i 24, un 23,5% entre 25 i 44, un 23,8% de 45 a 60 i un 27% 65 anys o més.
L'edat mediana era de 45 anys. Per cada 100 dones de 18 o més anys hi havia 77,6 homes.
La renda mediana per habitatge era de 32.857 $ i la renda mediana per família de 41.830 $. Els homes tenien una renda mediana de 28.235 $ mentre que les dones 19.550 $. La renda per capita de la població era de 16.785 $. Entorn del 2,7% de les famílies i el 5,2% de la població estaven per davall del llindar de pobresa.

## Poblacions més properes
El següent diagrama mostra les poblacions més properes.